# Вежливые люди
«Ве́жливые лю́ди» (также «зелёные челове́чки», «ихтамнеты») — эвфемизм и интернет-мем, которым обозначают военнослужащих Вооружённых сил Российской Федерации в военной форме без знаков различия, захватывавших и блокировавших стратегические объекты в украинском Крыму в ходе аннексии полуострова Россией. Эвфемизм получил распространение в российских СМИ с конца февраля — начала марта 2014 года. Россия изначально отрицала участие своих войск в процессе захвата Крыма, и эвфемизм использовался российскими СМИ для камуфлирования вторжения российских войск в Крым, но 17 апреля 2014 года Владимир Путин признал, что «вежливыми людьми» были российские военные.
28 апреля 2013 года на телеканале «Россия 24» вышел сюжет о силах специальных операций Российской Федерации, в котором рассказывалось о том, что данные подразделения предназначены «для достижения политических и экономических целей в любой точке земного шара, войска». Согласно репортажу, эти силы, воюющие в мирное время, готовы вмешаться, когда «дипломатические методы уже не действуют», они «отвлекают силы определённых стран от внешних проблем, создавая им проблемы внутренние», «раскачивают политическую систему этих государств», дестабилизируя в них обстановку. Также сообщалось, что «силы специальных операций обучают, создают и руководят иностранными партизанскими движениями». Журналисты The New Times отмечали, что в момент выхода этого репортажа «никто и подумать не мог», что уже через год эти силы приобретут мировую известность под эвфемизмом «зелёные человечки».

## Возникновение эвфемизма
Эвфемизм был придуман 27 февраля 2014 года в форме анекдота:

В Южном Бутово живут самые вежливые люди. Там всегда можно услышать: «Пожалуйста, не бейте!»
Однако широко в медийной сфере начал применяться 28 февраля, в день высадки российских войск в Крыму, после популяризации его блогером «Живого Журнала» Борисом Рожиным (colonelcassad), который вспоминал позднее об этом так:

 Лично мне, просто приглянулось выражение «вежливо» в отношении неизвестных лиц, которые захватывают стратегические объекты, формально не раскрывая своего инкогнито, поэтому в порядке шутки (так как все в Крыму прекрасно понимали, кто это и откуда) в стиле «но мы-то c вами знаем, кто это», употребил пару раз выражение «вежливые люди», без всякой задней мысли, что это будет иметь хоть какие-то поcледствия, кроме смешков у нескольких читателей, которые, возможно, обратят внимание на понравившееся мне выражение.
— https://iarex.ru/articles/46396.html
По другой версии автором выражения выступили несколько активистов российского провластного движения Сеть, в дальнейшем выпустившие для региональных школ «Вежливую азбуку». Раскручиванием «Вежливых людей» занимался прокремлевский блогер Станислав Апетьян, в сети известный под ником «политтрэш».
Выражение «вежливые люди» быстро вошло в употребление в российских СМИ, когда в конце февраля — начале марта 2014 года стратегические объекты в Крыму были заняты неизвестными людьми в камуфляжной форме без опознавательных знаков и знаков различия. Они не вступали в разговоры с представителями средств массовой информации, при этом вели себя «очень вежливо», о чём 28 февраля впервые сообщило издание «Политнавигатор»:

«Примерно в час ночи захвачен аэропорт Симферополя — теми же людьми. С оружием, крепкие, в такой же одежде. Начальник охраны сообщил, что его людей вежливо попросили выйти», — сказал собеседник агентства.

В период аннексии Крыма появилось и выражение «зелёные человечки», происхождение которого связано как с цветом камуфляжа вооружённых лиц, так и с фактом их неясного происхождения. Украинский телеканал «1+1» утверждал, что термин «зелёные человечки» был придуман местными жителями Крыма.
В украинских и других иностранных СМИ, официальных документах НАТО, а также некоторых российских источниках с самого начала заявлялось, что вооружёнными людьми без знаков различия являлись военнослужащие Российской Федерации.
В начале вооружённого конфликта на востоке Украины некоторыми украинскими СМИ, а именно КП, также называли «вежливыми людьми» сепаратистов, захвативших некоторые стратегические объекты в Донецкой и Луганской областях в апреле 2014 года.
4 марта 2014 года президент России Владимир Путин, и 5 марта 2014 года министр обороны РФ Сергей Шойгу заявляли, что неизвестные вооружённые люди, блокирующие украинские военные объекты в Крыму, не являются российскими военнослужащими. Позднее, в ходе прямой линии 17 апреля 2014 года, Путин признал, что российские военные «обеспечивали условия для свободного волеизъявления» на референдуме о статусе Крыма, состоявшегося 16 марта 2014 года, а 24 октября 2014 года он также признал, что российские войска блокировали украинские воинские подразделения, при этом в интервью телеканалу ARD он заявлял, что этот факт «мы никогда не скрывали». Данный факт также подтверждал пресс-секретарь президента России Дмитрий Песков, сообщив, что «вежливые люди» появились в Крыму только к моменту проведения референдума, и уже после заявлений Владимира Путина и Сергея Шойгу об их отсутствии. Окончательное признание того, что «вежливыми людьми» на референдуме были в массе российские военнослужащие, было сделано в документальном фильме «Крым. Путь на Родину», снятом к годовщине аннексии Крыма Российской Федерацией.

## Военный аспект
В соответствии с концепцией гибридной войны, группы спецназа без опознавательных знаков скрытно перебрасываются на территорию противника с целью дестабилизации государственной власти, для чего применяются следующие методы:
- силовой захват государственных учреждений;
- подстрекательство к массовым беспорядкам;
- техническая и боевая поддержка местных инсургентов, радикальных сепаратистов и тому подобное.

### Экипировка
На «вежливых людях» были обнаружены элементы новейшей российской разработки — экипировки «Ратник». Эта экипировка начала поступать в российские войска в первом квартале 2014 года.
| Название              | Описание | Принадлежность                                                                         |
| --------------------- | --- | -------------------------------------------------------------------------------------- |
| Экипировка «Ратник»   | российская боевая экипировка военнослужащего. | Исключительно Россия.                                                                  |
| 6Б7, 6Б26, 6Б27, 6Б28 | Российские кевларовые шлемы 6б7, 6б26, 6б27, 6б28 начали производиться в первой половине 2000-х годов, сейчас они стоят на снабжении в ВДВ, СВ, мотострелковых войсках России. | Россия и некоторые страны ОДКБ.                                                        |
| Пулемёт «Печенег»     | Российский пулемёт, который был разработан на основе ПКМ. | Состоит на вооружении в России, Казахстане и Киргизии.                                 |
| ГАЗ-2330 «Тигр»       | Российский многоцелевой автомобиль повышенной проходимости, бронеавтомобиль, армейский автомобиль-внедорожник.                                                                 | На «чёрных номерах» этих машин была указана принадлежность к вооружённым силам России. |

## Численность
Численность российских военнослужащих, действовавших в Крыму без опознавательных знаков, неизвестна. Однако, по сообщению российского представителя при Евросоюзе В. А. Чижова, всего в Крыму к началу аннексии находилось 16 тыс. российских военнослужащих, а ещё 9 тыс. были переброшены на полуостров по воздуху.

## Оценки
В сборнике The Culture and Politics of Verbal Prohibition in Putin’s Russia, посвященном формальному и неформальному регулированию лексики в современной России, выражение «вежливые люди» является одним из эмоционально-оценочных неологизмов, отнесящихся к лексическим средствам манипуляции российским общественным сознанием, которые задают «нужную» оценку освещаемых в СМИ событий. Это выражение является одним из эвфемизмов, камуфлирующих военный характер действий в России по отношению к Украине в 2014 г.
Российский филолог, заведующий кафедрой русского языка и методики его преподавания в Забайкальском государственном университете, кандидат филологических наук Юлия Щурина трактует интернет-мем «Вежливые люди» как разновидность прецедентного феномена с содержанием узнаваемого прецедентного элемента. Филолог назвала его «мемом федерального значения». Она отметила, что популярность данного мема может быть обусловлена как актуальностью связанных с ним событий, так и несомненным комическим эффектом, заложенным в определении «вежливые» по отношению к вооружённым субъектам.
Проведённое на Украине исследование центра медиа-коммуникаций «Новая Украина» показало, что за период с 28 февраля по 4 мая 2014 года в охваченной исследованием центра части украинского медиапространства появилось более 3000 оригинальных новостей или статей (без учёта перепечаток) с использованием мема «Вежливые люди». При этом меньше всего этот мем затронул медиапространство Львовской, Ровненской, Волынской, Тернопольской, Кировоградской областей, а наибольшее распространение мем получил в Крыму, Харьковской и Донецкой областях — другими словами, в важнейших регионах, где происходили события, связанные с появлением этого мема.
Главный редактор журнала «Национальная оборона» Игорь Коротченко выразил мнение, что выражение «вежливые люди» «во многом характеризует новое качество Вооружённых сил России, которое „все увидели в Крыму“, — это принципиально новая экипировка, новое оружие, новые средства связи, а также быстрота и решительность действий».
Заместитель председателя комитета Государственной думы по обороне Франц Клинцевич считает, что появление мема «вежливые люди» — «не следствие медийной работы, а показатель реального изменения внутреннего самочувствия военнослужащих».
Согласно проведённому РИА «Новости» в середине мая 2014 года опросу экспертов, были получены выводы, что выражение «вежливые люди» постепенно становится новым символом Вооружённых сил Российской Федерации.

## «Вежливые люди» как коммерческий бренд
11 апреля 2014 года ОАО «Военторг» как дочерняя структура Министерства обороны Российской Федерации, подало в Роспатент заявку на регистрацию товарного знака «Вежливые люди» для своих товаров. 8 мая 2014 года, накануне праздника Дня Победы, Министерство обороны России проанонсировало и запустило в продажу линию одежды «Вежливые люди». В праздничные дни в Москве, Петербурге, Ростове-на-Дону, Екатеринбурге и других крупнейших городах России функционируют специальные павильоны, где продаётся одежда этой марки.
Футболки с логотипом «Вежливые люди» активно продаёт дочернее предприятие Министерства обороны России ОАО «Военторг», а также интернет-магазин Alfastore.ru международной ассоциации ветеранов подразделения «Альфа» ЦСН ФСБ России. При этом, согласно заявлениям официальных представителей Военторга, для них это «в первую очередь вопрос имиджа Вооружённых сил, а не бизнес».
Санкт-петербургский бизнесмен Роман Еремян 1 апреля 2014 года от имени своей компании «Вива групп» подал заявку в Роспатент на регистрацию прав на бренд «Вежливые люди». 7 апреля такую же заявку подала фирма БТ44, специализирующаяся на создании баз данных. 11 апреля заявку на регистрацию прав на бренд подало ОАО «Военторг». При этом, Еремян в этот же день, 11 апреля 2014 года заявил о намерениях выставить свою линейку одежды под брендом «Вежливые люди» в Крыму, Харькове, Донецке, Луганске, Одессе. Позднее стало известно, что в базе Роспатента числятся две одинаковые заявки, поданные 26 марта 2014 года от имени Василия Петухова из Москвы и Михаила Семченко из Киева. Согласно заявлению президента Первой патентной компании Анатолия Аронова, два предпринимателя, Петухов и Семченко, обратились к ним за консультацией, компания помогла им подготовить заявки и 26 марта они сами отнесли их в Роспатент. Аронов говорит, что его клиенты не собираются делать бизнес на «Вежливых людях». «Они хотят передать свои заявки „Военторгу“ — для них это вопрос имиджа и престижа армии» — сказал Аронов.
Согласно оценкам экспертов, спор о правообладателях на товарный знак «Вежливые люди» может растянуться на несколько лет.

## В культуре
- 13 апреля 2014 года ансамбль имени Александрова исполнил песню «Вежливые люди» (музыка Вячеслава Уманца, слова Антона Губанкова, поёт Евгений Булочников)[37][38].
- 17 апреля 2014 года министр обороны Сергей Шойгу заявил: «Что касается утверждений об использовании российского спецназа в событиях на Украине, то скажу лишь одно — трудно искать чёрную кошку в тёмной комнате, особенно если её там нет. Это тем более глупо, если эта кошка умная, смелая и вежливая»[3].
- 22 апреля 2014 года Бахчисарайский городской совет принял решение установить в городе на улице Чехова памятник «вежливому солдату» — «с элементами мест отдыха для населения»[39].
- 24 апреля 2014 года писатель-фантаст Сергей Лукьяненко написал эссе «Кошка Шойгу», в котором сказал, что «ареалом Кошки Шойгу называют как Тёмную Комнату, так и всю Новороссию. Существуют легенды о том, что обнаружить Кошку Шойгу могут только Вежливые Люди. Вероятно, это связано с тем, что и сама она Вежливая»[40]. Название и текст эссе содержит аллюзию на кота Шрёдингера.
- В апреле 2014 года чешская компания «Black dog» выпустила модели-фигурки «вежливых людей»[41]. В 2015 году российский производитель масштабных моделей Zvezda также выпустил набор «Российская современная пехота „Вежливые люди“», включающий в себя модели четырёх солдат и кота[42].
- 8 мая 2014 года Министерство обороны России запустило линию одежды «Вежливые люди»[43].
- Депутат Государственной думы РФ И. Л. Зотов 16 сентября 2014 года внёс законопроект[44] об установлении 7 октября памятной даты «День вежливых людей Российской Федерации»[45], Министерство обороны РФ эту инициативу поддержало[46]. 27 февраля 2015 года депутат заявил, что отзовёт законопроект, поскольку дата определена президентом РФ[47], который 26 февраля издал указ об установлении Дня Сил специальных операций — 27 февраля[48].
- 6 мая 2015 года в городе Белогорске Амурской области на центральной площади был установлен памятник «вежливым людям». Он выполнен скульптором Константином Гилёвым в виде полноразмерной фигуры российского военного с котёнком на руках[49].
- С февраля 2016 года в самопровозглашённой Луганской Народной Республике выходит детский журнал «Вежливые человечки»[50].
- 11 июня 2016 года в Симферополе открылся памятник «вежливым людям». Композиция состоит из солдата в полной амуниции, девочки с цветами и трущегося у ног кота. Автор скульптуры — Салават Щербаков[51][52].